# Gornji Lokanj (Republika Serbska)
Gornji Lokanj (cyr. Горњи Локањ) – wieś w Bośni i Hercegowinie, w Republice Serbskiej, w mieście Zvornik. W 2013 roku liczyła 658 mieszkańców.